# Bristol Manor Farm F.C.
Bristol Manor Farm F.C. là một câu lạc bộ bóng đá Anh tọa lạc ở Bristol. Họ thi đấu ở Western Football League Premier Division. Đội bóng chơi trên sân nhà The Creek. CLB đang là hội viên của Gloucestershire County FA.

## Lịch sử
Bristol Manor Farm Football Club được thành lập năm 1960. CLB gia nhập Western Football League Division One năm 1977 và vô địch ở mùa giải 1982–83, thăng hạng Premier Division. Cùng năm đó, CLB lần đầu tiên tham dự FA Cup và vào đến vòng sơ loại thứ 2. Mùa giải tiếp theo họ vào đến vòng 5 của FA Vase. Bristol Manor Farm trụ lại ở Premier Division cho đến khi bị xuống hạng năm 2001, nhưng CLB trở lại hạng đấu cũ khi cán đích ở vị trí thứ 3 mùa giải 2003–04. CLB lặp lại kì tích ở FA Cup ở mùa giải 2010–11, vào đến vòng sơ loại thứ 2.

## Nhân viên
- HLV đội chính: Lee Lashenko
- Trợ lý HLV: Steve Durrant
- Nhà vật lý trị liệu: John Cooper

## Đội dự bị và đội trẻ
Đội dự bị thi đấu ở Bristol & Suburban League nhờ thăng hạng Premier Division 2 ở mùa giải 2004–05. Đội trẻ, thành lập năm 2003, giành quyền thăng hạng trong mùa giải đầu tiên của Somerset Floodlight Youth League Premier Division và là á quân của Somerset Cup năm 2005. Đội trẻ vô địch Somerset Cup năm sau đó khi đánh bại Mangotsfield United trong trận chung kết.
Trải qua 2 mùa giải ở Gloucestershire County Youth League, đội trẻ trở lại Somerset Floodlight Youth League cho mùa giải 2009–10 dưới sự chỉ đạo của HLV mới Richard Trott.

## Các danh hiệu
- Western Football League Division One[1]
  - Vô địch 1982–83
- Gloucestershire Football Association Challenge Trophy[2]
  - Vô địch 2011-12
- Western Football League Cup:[3]
  - Vô địch (1): 2011-12

## Các kỉ lục
- FA Cup[1]
  - Vòng loại thứ 2 1982–83, 2010–11, 2013–14
- FA Vase[1]
  - Vòng 5 1983–84
- Trận thắng đậm nhất
  - 9–0 gặp Weston St Johns ở Les Phillips Cup, ngày 29 tháng 1 năm 2008.[cần dẫn nguồn]